# 江家站
向塘西站Ⅶ场原名江家站，位于江西省南昌县广福乡，于1935年启用，目前由南昌铁路局管辖。
2009年的《向塘西编组站扩能改造方案研究》计划把江家站改造。
2011年10月江家站改造成向塘西站的“向西七场”工程完成，老江家站行车室以及紧靠的红色侧式站台被拆除，只保留了一个岛式站台。